# Українські географічні зазначення
Українські географічні зазначення — це позначки на товарах українського виробництва, що мають офіційно отриманий статус географічного зазначення, та мають відомості в реєстрі географічних зазначень. 
Згідно із Законом «Про правову охорону географічних зазначень» від 20 вересня 2019 року термін "географічне зазначення" стосується найменування, яке визначає виробництво товару, яке має певну історію, традиції, має особливі якості чи характеристики, зумовлені місцем походження, та мають значення для збереження культури регіону.
Правова охорона географічного зазначення діє безстроково, крім окремих випадків, які передбачені ст. 21 цього Закону. Важливою особливість географічного зазначення є те, що при внесення до реєстру є докази та опис товару, що підтверджує його оригінальність та унікальність, яка потребує захисту. 
Президент України Володимир Зеленський підписав Закон "Про внесення змін до деяких законодавчих актів України щодо вдосконалення правової охорони географічних зазначень", що було важливим для розвитку регіонального виробництва продуктів та гастротуризму в Україні.

## Історія виникнення географічних зазначень
Географічні зазначення — це система захисту регіональних продуктів, що з'явилась у Франції у 1925 році. Першим зареєстрованим географічним зазначенням у світі став сир "Рокфор". Надалі система географічних зазначень набула поширення в Європі та була створено географічні зазначення Європейського Союзу. 
Для регулювання взаємної системи захисту регіональних продуктів між країнами підписуються відповідні угоди. Таким чином Україною було підписано угоди про географічні зазначення, які охороняє Україна відповідно до угоди з Грузією. 
Угода України з ЄС встановлює термін до 2026 року про поступове припинення використання українськими виробниками "коньяк", "шампанське", фета, "пармезан", "рокфор" для найменувань продукції.

## Список українських продуктів, яким надано статус географічних зазначень
З 2007 року, офіційно зареєстровані географічні зазначення в Україні не відповідно до вимог ЄС:
| № реєстрації | Назва товару   | Тип товару            | Кваліфікація ГЗ               |
| ------------ | -------------- | --------------------- | ----------------------------- |
| 1            | Миргородська   | Мінеральна вода       | Назва місця походження товару |
| 2            | Сонячна долина | Десертне марочне вино | Назва місця походження товару |
| 3            | Східницька     | Мінеральна вода       | Назва місця походження товару |
| 7            | Новий Світ     | Вино ігристе          | Назва місця походження товару |
| 8            | Поляна Квасова | Мінеральна вода       | Географічне зазначення        |
| 9            | Менська Остреч | Мінеральна вода       | Назва місця походження товару |
| 10           | Царичанська    | Мінеральна вода       | Назва місця походження товару |
| 11           | Трускавецька   | Мінеральна вода       | Назва місця походження товару |
| 12           | Збручанська    | Мінеральна вода       | Назва місця походження товару |
| 13           | Золота Балка   | Вино, вино ігристе    | Назва місця походження товару |
| 14           | Таврія         | Вино, бренді          | Назва місця походження товару |
| 15           | Меганом        | Вино                  | Назва місця походження товару |
| 16           | Балаклава      | Вино, вино ігристе    | Назва місця походження товару |
| 20           | Магарач        | Вино                  | Назва місця походження товару |

З 2019 року, офіційно зареєстровані відповідно до вимог ЄС географічні зазначення в Україні:
| № реєстрації | Назва товару                                | Тип товару                                                  | Кваліфікація ГЗ               |
| ------------ | ------------------------------------------- | ----------------------------------------------------------- | ----------------------------- |
| 3117         | Гуцульська овеча бриндзя                    | Сир                                                         | Назва місця походження товару |
| 3118         | Гуцульська коров’яча бриндза                | Сир                                                         | Назва місця походження товару |
| 3119         | Мелітопольська черешня                      | Черешня                                                     | Назва місця походження товару |
| 3120         | Кролевецькі рушники                         | Рушники, скатертини, серветки, фартухи, панно               | Географічне зазначення        |
| 3121         | Петриківський розпис                        | Сувенірна продукція, столовий посуд, товари широкого вжитку | Географічне зазначення        |
| 3125         | Шабаг                                       | Вино, вино ігристе                                          | Назва місця походження товару |
| 3126         | Аша-Абаг                                    | Вино, вино ігристе                                          | Географічне зазначення        |
| 3127         | Придунайська Бессарабія                     | Вино, вино ігристе                                          | Географічне зазначення        |
| 3128         | Ялпуг                                       | Вино                                                        | Назва місця походження товару |
| 3129         | Закарпаття/Закарпатське вино                | Вино                                                        | Географічне зазначення        |
| 3130         | Херсонський кавун                           | Кавун                                                       | Назва місця походження товару |
| 3131         | Мед Закарпаття/Закарпатський мед            | Мед                                                         | Географічне зазначення        |
| 3132         | Долина Фрумушика                            | Вино                                                        | Назва місця походження товару |
| 3133         | М’ясо баранини Фрумушика/Баранина Фрумушика | Баранина                                                    | Географічне зазначення        |